# Denny Zardo
Denny Zardo (né le 2 septembre 1976  à Trévise) est un pilote automobile de courses de côte et sur circuits italien.

## Biographie
Denny Zardo débute les sports mécaniques par le karting, puis la compétition automobile proprement dite une fois sa licence CSAI obtenue en 1992.
En 1998 il débute en championnat d'Italie de la montagne sur Skoda grâce à Audi Sport Italia, comme équipier de Fabio Danti. En 2003 il devient pilote officiel Osella.
Il évolue notamment au sein de l'équipe Villorba Corse de 2003 à 2013.

## Palmarès

### Titres
- Champion d'Europe de la montagne, en  2003, sur Osella PA20S BMW (Gr. CN);
- Champion d'Europe de Touring Car "Historic", en 2002;
- Champion d'Italie de la montagne, en 2004 et 2005 sur Osella, puis 2008 sur Formula Nippon-Mugen 3000;
- Champion d'Italie de Grand Tourisme GT2, en 2006 avec une Ferrari F430 GT2 (équipier Alex Caffi);
- Champion d'Italie GTM, en 2009 avec une Ferrari F430 GT2 (9 victoires de classe en 10 courses);
- Vainqueur de la Catégorie BC (plus de 2L.) en championnat d'Italie de la montagne, en 2010;
- Champion d'Italie de Formule Vee, en 1996;
- Coupe open Maserati Ghibli, en 1995 (devant Arturo Merzario);

#### Motonautisme
- Champion d'Europe ISRS, en 1998 (avec  Ricitelli et Mancini, sur Tampolli);

### Victoires notables en championnat d'Europe de la montagne
(5 victoires en 9 courses en 2003)
- 2003: Vallecamonica;
- 2003: Baba;
- 2003: Buzet;
- 2005: coppa Bruno Carotti (Rieti);
- 2008: Rechberg (Grand Prix d'Autriche);

### Autres victoires notables italiennes de la montagne
(5 victoires sur 9 courses disputées en 2004; 5 sur 11 en 2005; 6 victoires en 2008)
- 2003: Malegno-Borno;
- 2003: Vittorio Veneto-Cansiglio;
- 2004: Adria;
- 2004: Magione;
- 2004: Monza;
- 2004: Vallelunga;
- 2005: Fasano-Selva.

### Victoires en endurance
- 6 Heures de Vallelunga, en 1998, 1999 et 2000 (sur Tampolli RTA98-Alfa Romeo; équipe Tampolli vainqueur de classe Prototype SR2 en 1998 et 1999 en championnat du monde);
- 2 Heures de Zelweg, en 1999 sur Golf TDI.

### Autres victoires
- 2001: premier Trophée Fabio Danti;
- 2004 et 2010: Motor Show de Bologne (Prototypes);
- 2007: première course de côte Cesana - Sestrières "Historic" (sur Lotus Elan);
- 2010: coppa della Consuma "Historic".

## Récompenses
- 2003: Volant de l'Automobile Club d'Italie;
- 2003: Prix de l'Automobile Club de Trévise;
- 2003: Casque d'Or Autosprint;
- 2006: Prix Ferrari (client), remis par Jean Todt.